# Alan Stephenson Boyd
Pour les articles homonymes, voir Boyd.
Alan Stephenson Boyd, né le 20 juillet 1922 à Jacksonville (Floride) et mort à Seattle le 18 octobre 2020, est un homme politique américain. Membre du Parti démocrate, il est secrétaire aux Transports entre 1967 et 1969 dans l'administration du président Lyndon B. Johnson.